# Реншув
Реншув (пол. Ręszów, нім. Ransen) — село в Польщі, у гміні Шцинава Любінського повіту Нижньосілезького воєводства.
Населення — 276 осіб (2011).
У 1975-1998 роках село належало до Легницького воєводства.

## Демографія
Демографічна структура станом на 31 березня 2011 року:
|          | Загалом | Допрацездатний вік | Працездатний вік | Постпрацездатний вік |
| -------- | ------- | ------------------ | ---------------- | -------------------- |
| Чоловіки | 135     | 26                 | 101              | 8                    |
| Жінки    | 141     | 30                 | 82               | 29                   |
| Разом    | 276     | 56                 | 183              | 37                   |